# Get Low (сингл 50 Cent)
«Get Low» — дебютний сингл американського репера 50 Cent з його майбутнього шостого студійного альбому Street King Immortal, виданий 22 травня 2015 р. Прем'єра відбулась 20 травня в ранковому радіошоу «Breakfast Club». У треці 50 Cent використовує автотюн. Автотюн-версію прибрали з iTunes, замінивши її 5 червня на ремастер.
Пісня потрапила до мікстейпу Young Buck 10 Bricks (2015) як бонус-трек. На «Get Low» існує лірик-відео, зроблене Тімом Альбертом.

## Чартові позиції
| Чарт (2015)                                       | Найвища позиція |
| ------------------------------------------------- | --------------- |
| US Bubbling Under R&B/Hip-Hop Singles (Billboard) | 2               |